# سون اشمید
سون اشمید (انگلیسی: Sven Schmid؛ زادهٔ ۲۱ ژانویهٔ ۱۹۷۸) ورزشکار شمشیربازی اهل آلمان است.
وی همچنین برندهٔ جوایزی همچون برگ بوی نقره‌ای شده‌است.
وی در مسابقات کشوری و بین‌المللی در مجموع برندهٔ ۱ مدال برنز شده‌است.